# 斉藤貴子
斉藤 貴子（さいとう たかこ、1983年8月10日 - ）は、千葉県出身の女子レスリング選手である。階級は59kg級。身長156cm。現在は自衛隊体育学校所属。

## 来歴
8歳の時から柔道を始めて、市立柏高校から拓殖大学に進むも、卒業後は自衛隊体育学校に入隊してレスリングに転向した。
2010年には全日本レスリング選手権大会で初優勝を飾ると、2011年には全日本選抜レスリング選手権大会でも優勝して世界選手権代表に選ばれた。
世界選手権では準決勝でスウェーデンの選手に敗れたが、3位決定戦ではモンゴルの選手に第1ピリオドを取られるものの、第2ピリオドで逆転のフォール勝ちをして銅メダルを獲得した。
その後、全日本レスリング選手権大会では2連覇を果たした。
自身と同じく柔道からレスリングに転向した10歳年下の村田夏南子の試合も、柔道の技術を如何にレスリングに活かしているのかという視点からよく見ているという。

## 主な戦績
- 2008年 - 全日本社会人選手権 優勝
- 2010年 - クリッパン女子国際大会 2位
- 2010年 - FILAゴールデングランプリ  5位
- 2010年 - 全日本レスリング選手権大会 優勝
- 2011年 - ワールドカップ 3位
- 2011年 - 全日本選抜レスリング選手権大会 優勝
- 2011年 - レスリングアジア選手権 優勝
- 2011年 - 2011年レスリング世界選手権 3位
- 2011年 - 全日本レスリング選手権大会 優勝